# الفقير (قرية)
الفقير قرية سعودية، من قرى وادي الفرع في منطقة المدينة المنورة. تقع في جنوب المدينة المنورة، وتبعد عنها قرابة 140كم.

## القرى التابعة لمركز الفقير
1 - الشفية ويسكنها الشتاوية من بنو جابر من بنو عمرو من قبيلة حرب
2 - المنشار ويسكنها الغصبان من السحمان من عوف من قبيلة حرب